# Wailingding Dao
Wailingding Dao (kinesiska: 外伶仃岛) är en ö i Kina. Den ligger i provinsen Guangdong, i den södra delen av landet, omkring 140 kilometer sydost om provinshuvudstaden Guangzhou. Arean är 4,7 kvadratkilometer. Den sträcker sig 2,7 kilometer i nord-sydlig riktning, och 3,0 kilometer i öst-västlig riktning.
Genomsnittlig årsnederbörd är 2 150 millimeter. Den regnigaste månaden är maj, med i genomsnitt 538 mm nederbörd, och den torraste är oktober, med 18 mm nederbörd.